# Phoxichilidium
Genre
Phoxichilidium est un genre de pycnogonides de la famille des Phoxichilidiidae.

## Liste des espèces
Selon PycnoBase :
- Phoxichilidium cheliferum Claparede, 1863
- Phoxichilidium femoratum (Rathke, 1799)
- Phoxichilidium forfex Stock, 1991
- Phoxichilidium horribilis Hedgpeth, 1949
- Phoxichilidium micropalpidum Hilton, 1942
- Phoxichilidium mutilatus Frey & Leuckart, 1847
- Phoxichilidium olivaceum Gosse, 1855
- Phoxichilidium plumulariae Lendenfeld, 1883
- Phoxichilidium ponderosum Stock, 1994
- Phoxichilidium pyrgodum Child, 1995
- Phoxichilidium quadradentatum Hilton, 1942
- Phoxichilidium tuberculatum Stock, 1991
- Phoxichilidium tuberungum Turpaeva, 2006
- Phoxichilidium ungellatum Hedgpeth, 1949

## Référence
- Milne-Edwards, 1840 : Histoire naturelle des crustacés, comprenant l'anatomie, la physiologie et la classification de ces animaux, 3. Ordre des Araneiformes ou Pycnogonides. p. 530-537 (texte original).